# 二階堂盛義
二階堂盛義（にかいどう もりよし，1544年—1581年），日本戰國時期的大名，二階堂家的第七代當主。是六代當主二階堂輝行之子，母親是伊達稙宗之女，正室為伊達晴宗之女阿南。

## 生涯
二階堂家作為陸奧須賀川城主，支配著岩濑郡，二階堂盛義接任當主後在永祿五年（1562年）戰勝入侵岩濑郡松山城的田村清显。永祿八年（1565年）時控制著會津四郡的蘆名盛氏發兵接連攻下松山、横田兩座城池，二階堂盛義自知不敵蘆名氏因此決定臣服講和送出年僅七歳的長男作為人質。
天正二年（1574年）田村清显再度攻入岩濑郡河東鄉，二階堂盛義急向蘆名家求援，因此在同年三月，便由蘆名盛氏的長子蘆名盛興在越久一帶跟田村清显對峙，但是最後被田村清显擊敗，戰死八百多人。
同年六月，蘆名盛興病故，作為人質留在會津的二階堂家長子在蘆名盛氏主導下迎娶盛興的未亡人，繼承蘆名家改名為蘆名盛隆，順利將蘆名與二階堂家一體化，而二階堂盛義也作為蘆名盛隆的生父，既是作為蘆名盛隆掌握蘆名家的後盾，也利用蘆名家的實力擴張二階堂家的地盤。
天正三年（1575年）二階堂盛義與蘆名盛隆父子聯合田村清显、白河義親在石川郡雲霧城左近戰勝佐竹義重、石川昭光。天正五年（1577年）七月二階堂盛義與蘆名盛隆父子在爭取到佐竹義重、石川昭光合作後入侵安積郡，在日出山擊破田村清显。
天正八年（1580年）三月在田村清显以其弟田村重显掛帥發兵兩千再度入侵岩濑郡時，二階堂盛義在下小山田迎擊田村軍，在八幡山佈下伏兵，自率一百人在賀須內川佈陣誘敵深入，順利利用伏兵在田村軍渡川時奇襲，田村軍陣亡兩百餘人，主將田村重显戰死，二階堂盛義趁勢攻入田村郡奪取田村家的大平城。但二階堂盛義卻在隔年八月二十六日病死，得年三十八歳，當主之位由次子二階堂行親繼承。

## 民間藝術
二階堂盛義登場於日本戰國策略遊戲信長之野望，2002年，該系列作蒼天錄將盛義畫得眼珠朝上，嘴巴大開，舉止顏藝發狂，一時在日本的網絡論壇2ch和相同情況的武將隈部親永一同熱議，提高盛義在網絡的知名度，也有人親自做盛義顏藝的文字圖及哏。